# アリラン6号
アリラン6号（아리랑 6호）、またはKOMPSAT-6（Korea Multipurpose Satellite-6）は、韓国の多目的実用衛星。韓国航空宇宙研究院（KARI）がエアバス・ディフェンス・アンド・スペース社の技術支援を基に開発する地球観測衛星で、ロシアのインターナショナル・ローンチ・サービスにより打上げられる予定。
アリラン6号は、アリラン5号に続いて韓国が保有する2機目のレーダ衛星になる予定であり、エアバス社から提供される分解能50cmの合成開口レーダー（SAR）を基幹部品とし、LIGネクスワンがこの搭載体の組み立て、韓国航空宇宙産業（KAI）が衛星本体、ハンファが衛星のガスジェットエンジン（化学エンジン）、トゥウォン重工業が熱制御機器を製造する。当初は2019年8月の打ち上げ予定であったが、エアバス社の合成開口レーダーの納品が2度にわたって遅れたため、2021年打ち上げ予定となった。しかし再度2022年後半に延期となった段階で2022年ロシアのウクライナ侵攻が起き、同年4月時点ではさらなる延期が見込まれると韓国メディアは報じた。